# Miktoniscus patiencei
Miktoniscus patiencei är en kräftdjursart som beskrevs av Albert Vandel1946. Miktoniscus patiencei ingår i släktet Miktoniscus och familjen Trichoniscidae. Inga underarter finns listade i Catalogue of Life.